# Комбінаційний зір
Комбінаційний зір — здатність шахіста передбачити можливість комбінації. Цей термін увів Михайло Ботвинник. Є одним з різновидів шахового мислення: 
|               | Перш ніж пробувати грати позиційно, треба навчитися комбінувати. |
| — Ріхард Реті |                                                                  |

Зазвичай, комбінаційний зір — природна властивість шахіста, проте його можна розвивати шляхом систематичних тренувань — розбору партій, типових комбінацій, розв'язання задач, етюдів і т.д. 
Комбінаційний зір багато в чому полегшує, а часом і замінює розрахунок варіантів; в свою чергу правильний та точний розрахунок контролює чіткість «шахового образу», що виникає — узагальненого бачення комбінаційних можливостей позиції. 

## Залишковий та упереджувальний образи
|   | a | b | c | d | e | f | g | h |   |
| 8 | a8 чорна тура · e8 чорна тура · g8 чорний король · b7 чорний пішак · d7 чорний слон · f7 чорний пішак · g7 чорний пішак · b6 чорний пішак · d6 чорний ферзь · h6 чорний пішак · d5 білий пішак · h4 біла тура · a3 білий пішак · d3 білий ферзь · f3 білий слон · b2 білий пішак · g2 білий пішак · h2 білий пішак · a1 біла тура · h1 білий король | a8 чорна тура · e8 чорна тура · g8 чорний король · b7 чорний пішак · d7 чорний слон · f7 чорний пішак · g7 чорний пішак · b6 чорний пішак · d6 чорний ферзь · h6 чорний пішак · d5 білий пішак · h4 біла тура · a3 білий пішак · d3 білий ферзь · f3 білий слон · b2 білий пішак · g2 білий пішак · h2 білий пішак · a1 біла тура · h1 білий король | a8 чорна тура · e8 чорна тура · g8 чорний король · b7 чорний пішак · d7 чорний слон · f7 чорний пішак · g7 чорний пішак · b6 чорний пішак · d6 чорний ферзь · h6 чорний пішак · d5 білий пішак · h4 біла тура · a3 білий пішак · d3 білий ферзь · f3 білий слон · b2 білий пішак · g2 білий пішак · h2 білий пішак · a1 біла тура · h1 білий король | a8 чорна тура · e8 чорна тура · g8 чорний король · b7 чорний пішак · d7 чорний слон · f7 чорний пішак · g7 чорний пішак · b6 чорний пішак · d6 чорний ферзь · h6 чорний пішак · d5 білий пішак · h4 біла тура · a3 білий пішак · d3 білий ферзь · f3 білий слон · b2 білий пішак · g2 білий пішак · h2 білий пішак · a1 біла тура · h1 білий король | a8 чорна тура · e8 чорна тура · g8 чорний король · b7 чорний пішак · d7 чорний слон · f7 чорний пішак · g7 чорний пішак · b6 чорний пішак · d6 чорний ферзь · h6 чорний пішак · d5 білий пішак · h4 біла тура · a3 білий пішак · d3 білий ферзь · f3 білий слон · b2 білий пішак · g2 білий пішак · h2 білий пішак · a1 біла тура · h1 білий король | a8 чорна тура · e8 чорна тура · g8 чорний король · b7 чорний пішак · d7 чорний слон · f7 чорний пішак · g7 чорний пішак · b6 чорний пішак · d6 чорний ферзь · h6 чорний пішак · d5 білий пішак · h4 біла тура · a3 білий пішак · d3 білий ферзь · f3 білий слон · b2 білий пішак · g2 білий пішак · h2 білий пішак · a1 біла тура · h1 білий король | a8 чорна тура · e8 чорна тура · g8 чорний король · b7 чорний пішак · d7 чорний слон · f7 чорний пішак · g7 чорний пішак · b6 чорний пішак · d6 чорний ферзь · h6 чорний пішак · d5 білий пішак · h4 біла тура · a3 білий пішак · d3 білий ферзь · f3 білий слон · b2 білий пішак · g2 білий пішак · h2 білий пішак · a1 біла тура · h1 білий король | a8 чорна тура · e8 чорна тура · g8 чорний король · b7 чорний пішак · d7 чорний слон · f7 чорний пішак · g7 чорний пішак · b6 чорний пішак · d6 чорний ферзь · h6 чорний пішак · d5 білий пішак · h4 біла тура · a3 білий пішак · d3 білий ферзь · f3 білий слон · b2 білий пішак · g2 білий пішак · h2 білий пішак · a1 біла тура · h1 білий король | 8 |
| 7 | a8 чорна тура · e8 чорна тура · g8 чорний король · b7 чорний пішак · d7 чорний слон · f7 чорний пішак · g7 чорний пішак · b6 чорний пішак · d6 чорний ферзь · h6 чорний пішак · d5 білий пішак · h4 біла тура · a3 білий пішак · d3 білий ферзь · f3 білий слон · b2 білий пішак · g2 білий пішак · h2 білий пішак · a1 біла тура · h1 білий король | a8 чорна тура · e8 чорна тура · g8 чорний король · b7 чорний пішак · d7 чорний слон · f7 чорний пішак · g7 чорний пішак · b6 чорний пішак · d6 чорний ферзь · h6 чорний пішак · d5 білий пішак · h4 біла тура · a3 білий пішак · d3 білий ферзь · f3 білий слон · b2 білий пішак · g2 білий пішак · h2 білий пішак · a1 біла тура · h1 білий король | a8 чорна тура · e8 чорна тура · g8 чорний король · b7 чорний пішак · d7 чорний слон · f7 чорний пішак · g7 чорний пішак · b6 чорний пішак · d6 чорний ферзь · h6 чорний пішак · d5 білий пішак · h4 біла тура · a3 білий пішак · d3 білий ферзь · f3 білий слон · b2 білий пішак · g2 білий пішак · h2 білий пішак · a1 біла тура · h1 білий король | a8 чорна тура · e8 чорна тура · g8 чорний король · b7 чорний пішак · d7 чорний слон · f7 чорний пішак · g7 чорний пішак · b6 чорний пішак · d6 чорний ферзь · h6 чорний пішак · d5 білий пішак · h4 біла тура · a3 білий пішак · d3 білий ферзь · f3 білий слон · b2 білий пішак · g2 білий пішак · h2 білий пішак · a1 біла тура · h1 білий король | a8 чорна тура · e8 чорна тура · g8 чорний король · b7 чорний пішак · d7 чорний слон · f7 чорний пішак · g7 чорний пішак · b6 чорний пішак · d6 чорний ферзь · h6 чорний пішак · d5 білий пішак · h4 біла тура · a3 білий пішак · d3 білий ферзь · f3 білий слон · b2 білий пішак · g2 білий пішак · h2 білий пішак · a1 біла тура · h1 білий король | a8 чорна тура · e8 чорна тура · g8 чорний король · b7 чорний пішак · d7 чорний слон · f7 чорний пішак · g7 чорний пішак · b6 чорний пішак · d6 чорний ферзь · h6 чорний пішак · d5 білий пішак · h4 біла тура · a3 білий пішак · d3 білий ферзь · f3 білий слон · b2 білий пішак · g2 білий пішак · h2 білий пішак · a1 біла тура · h1 білий король | a8 чорна тура · e8 чорна тура · g8 чорний король · b7 чорний пішак · d7 чорний слон · f7 чорний пішак · g7 чорний пішак · b6 чорний пішак · d6 чорний ферзь · h6 чорний пішак · d5 білий пішак · h4 біла тура · a3 білий пішак · d3 білий ферзь · f3 білий слон · b2 білий пішак · g2 білий пішак · h2 білий пішак · a1 біла тура · h1 білий король | a8 чорна тура · e8 чорна тура · g8 чорний король · b7 чорний пішак · d7 чорний слон · f7 чорний пішак · g7 чорний пішак · b6 чорний пішак · d6 чорний ферзь · h6 чорний пішак · d5 білий пішак · h4 біла тура · a3 білий пішак · d3 білий ферзь · f3 білий слон · b2 білий пішак · g2 білий пішак · h2 білий пішак · a1 біла тура · h1 білий король | 7 |
| 6 | a8 чорна тура · e8 чорна тура · g8 чорний король · b7 чорний пішак · d7 чорний слон · f7 чорний пішак · g7 чорний пішак · b6 чорний пішак · d6 чорний ферзь · h6 чорний пішак · d5 білий пішак · h4 біла тура · a3 білий пішак · d3 білий ферзь · f3 білий слон · b2 білий пішак · g2 білий пішак · h2 білий пішак · a1 біла тура · h1 білий король | a8 чорна тура · e8 чорна тура · g8 чорний король · b7 чорний пішак · d7 чорний слон · f7 чорний пішак · g7 чорний пішак · b6 чорний пішак · d6 чорний ферзь · h6 чорний пішак · d5 білий пішак · h4 біла тура · a3 білий пішак · d3 білий ферзь · f3 білий слон · b2 білий пішак · g2 білий пішак · h2 білий пішак · a1 біла тура · h1 білий король | a8 чорна тура · e8 чорна тура · g8 чорний король · b7 чорний пішак · d7 чорний слон · f7 чорний пішак · g7 чорний пішак · b6 чорний пішак · d6 чорний ферзь · h6 чорний пішак · d5 білий пішак · h4 біла тура · a3 білий пішак · d3 білий ферзь · f3 білий слон · b2 білий пішак · g2 білий пішак · h2 білий пішак · a1 біла тура · h1 білий король | a8 чорна тура · e8 чорна тура · g8 чорний король · b7 чорний пішак · d7 чорний слон · f7 чорний пішак · g7 чорний пішак · b6 чорний пішак · d6 чорний ферзь · h6 чорний пішак · d5 білий пішак · h4 біла тура · a3 білий пішак · d3 білий ферзь · f3 білий слон · b2 білий пішак · g2 білий пішак · h2 білий пішак · a1 біла тура · h1 білий король | a8 чорна тура · e8 чорна тура · g8 чорний король · b7 чорний пішак · d7 чорний слон · f7 чорний пішак · g7 чорний пішак · b6 чорний пішак · d6 чорний ферзь · h6 чорний пішак · d5 білий пішак · h4 біла тура · a3 білий пішак · d3 білий ферзь · f3 білий слон · b2 білий пішак · g2 білий пішак · h2 білий пішак · a1 біла тура · h1 білий король | a8 чорна тура · e8 чорна тура · g8 чорний король · b7 чорний пішак · d7 чорний слон · f7 чорний пішак · g7 чорний пішак · b6 чорний пішак · d6 чорний ферзь · h6 чорний пішак · d5 білий пішак · h4 біла тура · a3 білий пішак · d3 білий ферзь · f3 білий слон · b2 білий пішак · g2 білий пішак · h2 білий пішак · a1 біла тура · h1 білий король | a8 чорна тура · e8 чорна тура · g8 чорний король · b7 чорний пішак · d7 чорний слон · f7 чорний пішак · g7 чорний пішак · b6 чорний пішак · d6 чорний ферзь · h6 чорний пішак · d5 білий пішак · h4 біла тура · a3 білий пішак · d3 білий ферзь · f3 білий слон · b2 білий пішак · g2 білий пішак · h2 білий пішак · a1 біла тура · h1 білий король | a8 чорна тура · e8 чорна тура · g8 чорний король · b7 чорний пішак · d7 чорний слон · f7 чорний пішак · g7 чорний пішак · b6 чорний пішак · d6 чорний ферзь · h6 чорний пішак · d5 білий пішак · h4 біла тура · a3 білий пішак · d3 білий ферзь · f3 білий слон · b2 білий пішак · g2 білий пішак · h2 білий пішак · a1 біла тура · h1 білий король | 6 |
| 5 | a8 чорна тура · e8 чорна тура · g8 чорний король · b7 чорний пішак · d7 чорний слон · f7 чорний пішак · g7 чорний пішак · b6 чорний пішак · d6 чорний ферзь · h6 чорний пішак · d5 білий пішак · h4 біла тура · a3 білий пішак · d3 білий ферзь · f3 білий слон · b2 білий пішак · g2 білий пішак · h2 білий пішак · a1 біла тура · h1 білий король | a8 чорна тура · e8 чорна тура · g8 чорний король · b7 чорний пішак · d7 чорний слон · f7 чорний пішак · g7 чорний пішак · b6 чорний пішак · d6 чорний ферзь · h6 чорний пішак · d5 білий пішак · h4 біла тура · a3 білий пішак · d3 білий ферзь · f3 білий слон · b2 білий пішак · g2 білий пішак · h2 білий пішак · a1 біла тура · h1 білий король | a8 чорна тура · e8 чорна тура · g8 чорний король · b7 чорний пішак · d7 чорний слон · f7 чорний пішак · g7 чорний пішак · b6 чорний пішак · d6 чорний ферзь · h6 чорний пішак · d5 білий пішак · h4 біла тура · a3 білий пішак · d3 білий ферзь · f3 білий слон · b2 білий пішак · g2 білий пішак · h2 білий пішак · a1 біла тура · h1 білий король | a8 чорна тура · e8 чорна тура · g8 чорний король · b7 чорний пішак · d7 чорний слон · f7 чорний пішак · g7 чорний пішак · b6 чорний пішак · d6 чорний ферзь · h6 чорний пішак · d5 білий пішак · h4 біла тура · a3 білий пішак · d3 білий ферзь · f3 білий слон · b2 білий пішак · g2 білий пішак · h2 білий пішак · a1 біла тура · h1 білий король | a8 чорна тура · e8 чорна тура · g8 чорний король · b7 чорний пішак · d7 чорний слон · f7 чорний пішак · g7 чорний пішак · b6 чорний пішак · d6 чорний ферзь · h6 чорний пішак · d5 білий пішак · h4 біла тура · a3 білий пішак · d3 білий ферзь · f3 білий слон · b2 білий пішак · g2 білий пішак · h2 білий пішак · a1 біла тура · h1 білий король | a8 чорна тура · e8 чорна тура · g8 чорний король · b7 чорний пішак · d7 чорний слон · f7 чорний пішак · g7 чорний пішак · b6 чорний пішак · d6 чорний ферзь · h6 чорний пішак · d5 білий пішак · h4 біла тура · a3 білий пішак · d3 білий ферзь · f3 білий слон · b2 білий пішак · g2 білий пішак · h2 білий пішак · a1 біла тура · h1 білий король | a8 чорна тура · e8 чорна тура · g8 чорний король · b7 чорний пішак · d7 чорний слон · f7 чорний пішак · g7 чорний пішак · b6 чорний пішак · d6 чорний ферзь · h6 чорний пішак · d5 білий пішак · h4 біла тура · a3 білий пішак · d3 білий ферзь · f3 білий слон · b2 білий пішак · g2 білий пішак · h2 білий пішак · a1 біла тура · h1 білий король | a8 чорна тура · e8 чорна тура · g8 чорний король · b7 чорний пішак · d7 чорний слон · f7 чорний пішак · g7 чорний пішак · b6 чорний пішак · d6 чорний ферзь · h6 чорний пішак · d5 білий пішак · h4 біла тура · a3 білий пішак · d3 білий ферзь · f3 білий слон · b2 білий пішак · g2 білий пішак · h2 білий пішак · a1 біла тура · h1 білий король | 5 |
| 4 | a8 чорна тура · e8 чорна тура · g8 чорний король · b7 чорний пішак · d7 чорний слон · f7 чорний пішак · g7 чорний пішак · b6 чорний пішак · d6 чорний ферзь · h6 чорний пішак · d5 білий пішак · h4 біла тура · a3 білий пішак · d3 білий ферзь · f3 білий слон · b2 білий пішак · g2 білий пішак · h2 білий пішак · a1 біла тура · h1 білий король | a8 чорна тура · e8 чорна тура · g8 чорний король · b7 чорний пішак · d7 чорний слон · f7 чорний пішак · g7 чорний пішак · b6 чорний пішак · d6 чорний ферзь · h6 чорний пішак · d5 білий пішак · h4 біла тура · a3 білий пішак · d3 білий ферзь · f3 білий слон · b2 білий пішак · g2 білий пішак · h2 білий пішак · a1 біла тура · h1 білий король | a8 чорна тура · e8 чорна тура · g8 чорний король · b7 чорний пішак · d7 чорний слон · f7 чорний пішак · g7 чорний пішак · b6 чорний пішак · d6 чорний ферзь · h6 чорний пішак · d5 білий пішак · h4 біла тура · a3 білий пішак · d3 білий ферзь · f3 білий слон · b2 білий пішак · g2 білий пішак · h2 білий пішак · a1 біла тура · h1 білий король | a8 чорна тура · e8 чорна тура · g8 чорний король · b7 чорний пішак · d7 чорний слон · f7 чорний пішак · g7 чорний пішак · b6 чорний пішак · d6 чорний ферзь · h6 чорний пішак · d5 білий пішак · h4 біла тура · a3 білий пішак · d3 білий ферзь · f3 білий слон · b2 білий пішак · g2 білий пішак · h2 білий пішак · a1 біла тура · h1 білий король | a8 чорна тура · e8 чорна тура · g8 чорний король · b7 чорний пішак · d7 чорний слон · f7 чорний пішак · g7 чорний пішак · b6 чорний пішак · d6 чорний ферзь · h6 чорний пішак · d5 білий пішак · h4 біла тура · a3 білий пішак · d3 білий ферзь · f3 білий слон · b2 білий пішак · g2 білий пішак · h2 білий пішак · a1 біла тура · h1 білий король | a8 чорна тура · e8 чорна тура · g8 чорний король · b7 чорний пішак · d7 чорний слон · f7 чорний пішак · g7 чорний пішак · b6 чорний пішак · d6 чорний ферзь · h6 чорний пішак · d5 білий пішак · h4 біла тура · a3 білий пішак · d3 білий ферзь · f3 білий слон · b2 білий пішак · g2 білий пішак · h2 білий пішак · a1 біла тура · h1 білий король | a8 чорна тура · e8 чорна тура · g8 чорний король · b7 чорний пішак · d7 чорний слон · f7 чорний пішак · g7 чорний пішак · b6 чорний пішак · d6 чорний ферзь · h6 чорний пішак · d5 білий пішак · h4 біла тура · a3 білий пішак · d3 білий ферзь · f3 білий слон · b2 білий пішак · g2 білий пішак · h2 білий пішак · a1 біла тура · h1 білий король | a8 чорна тура · e8 чорна тура · g8 чорний король · b7 чорний пішак · d7 чорний слон · f7 чорний пішак · g7 чорний пішак · b6 чорний пішак · d6 чорний ферзь · h6 чорний пішак · d5 білий пішак · h4 біла тура · a3 білий пішак · d3 білий ферзь · f3 білий слон · b2 білий пішак · g2 білий пішак · h2 білий пішак · a1 біла тура · h1 білий король | 4 |
| 3 | a8 чорна тура · e8 чорна тура · g8 чорний король · b7 чорний пішак · d7 чорний слон · f7 чорний пішак · g7 чорний пішак · b6 чорний пішак · d6 чорний ферзь · h6 чорний пішак · d5 білий пішак · h4 біла тура · a3 білий пішак · d3 білий ферзь · f3 білий слон · b2 білий пішак · g2 білий пішак · h2 білий пішак · a1 біла тура · h1 білий король | a8 чорна тура · e8 чорна тура · g8 чорний король · b7 чорний пішак · d7 чорний слон · f7 чорний пішак · g7 чорний пішак · b6 чорний пішак · d6 чорний ферзь · h6 чорний пішак · d5 білий пішак · h4 біла тура · a3 білий пішак · d3 білий ферзь · f3 білий слон · b2 білий пішак · g2 білий пішак · h2 білий пішак · a1 біла тура · h1 білий король | a8 чорна тура · e8 чорна тура · g8 чорний король · b7 чорний пішак · d7 чорний слон · f7 чорний пішак · g7 чорний пішак · b6 чорний пішак · d6 чорний ферзь · h6 чорний пішак · d5 білий пішак · h4 біла тура · a3 білий пішак · d3 білий ферзь · f3 білий слон · b2 білий пішак · g2 білий пішак · h2 білий пішак · a1 біла тура · h1 білий король | a8 чорна тура · e8 чорна тура · g8 чорний король · b7 чорний пішак · d7 чорний слон · f7 чорний пішак · g7 чорний пішак · b6 чорний пішак · d6 чорний ферзь · h6 чорний пішак · d5 білий пішак · h4 біла тура · a3 білий пішак · d3 білий ферзь · f3 білий слон · b2 білий пішак · g2 білий пішак · h2 білий пішак · a1 біла тура · h1 білий король | a8 чорна тура · e8 чорна тура · g8 чорний король · b7 чорний пішак · d7 чорний слон · f7 чорний пішак · g7 чорний пішак · b6 чорний пішак · d6 чорний ферзь · h6 чорний пішак · d5 білий пішак · h4 біла тура · a3 білий пішак · d3 білий ферзь · f3 білий слон · b2 білий пішак · g2 білий пішак · h2 білий пішак · a1 біла тура · h1 білий король | a8 чорна тура · e8 чорна тура · g8 чорний король · b7 чорний пішак · d7 чорний слон · f7 чорний пішак · g7 чорний пішак · b6 чорний пішак · d6 чорний ферзь · h6 чорний пішак · d5 білий пішак · h4 біла тура · a3 білий пішак · d3 білий ферзь · f3 білий слон · b2 білий пішак · g2 білий пішак · h2 білий пішак · a1 біла тура · h1 білий король | a8 чорна тура · e8 чорна тура · g8 чорний король · b7 чорний пішак · d7 чорний слон · f7 чорний пішак · g7 чорний пішак · b6 чорний пішак · d6 чорний ферзь · h6 чорний пішак · d5 білий пішак · h4 біла тура · a3 білий пішак · d3 білий ферзь · f3 білий слон · b2 білий пішак · g2 білий пішак · h2 білий пішак · a1 біла тура · h1 білий король | a8 чорна тура · e8 чорна тура · g8 чорний король · b7 чорний пішак · d7 чорний слон · f7 чорний пішак · g7 чорний пішак · b6 чорний пішак · d6 чорний ферзь · h6 чорний пішак · d5 білий пішак · h4 біла тура · a3 білий пішак · d3 білий ферзь · f3 білий слон · b2 білий пішак · g2 білий пішак · h2 білий пішак · a1 біла тура · h1 білий король | 3 |
| 2 | a8 чорна тура · e8 чорна тура · g8 чорний король · b7 чорний пішак · d7 чорний слон · f7 чорний пішак · g7 чорний пішак · b6 чорний пішак · d6 чорний ферзь · h6 чорний пішак · d5 білий пішак · h4 біла тура · a3 білий пішак · d3 білий ферзь · f3 білий слон · b2 білий пішак · g2 білий пішак · h2 білий пішак · a1 біла тура · h1 білий король | a8 чорна тура · e8 чорна тура · g8 чорний король · b7 чорний пішак · d7 чорний слон · f7 чорний пішак · g7 чорний пішак · b6 чорний пішак · d6 чорний ферзь · h6 чорний пішак · d5 білий пішак · h4 біла тура · a3 білий пішак · d3 білий ферзь · f3 білий слон · b2 білий пішак · g2 білий пішак · h2 білий пішак · a1 біла тура · h1 білий король | a8 чорна тура · e8 чорна тура · g8 чорний король · b7 чорний пішак · d7 чорний слон · f7 чорний пішак · g7 чорний пішак · b6 чорний пішак · d6 чорний ферзь · h6 чорний пішак · d5 білий пішак · h4 біла тура · a3 білий пішак · d3 білий ферзь · f3 білий слон · b2 білий пішак · g2 білий пішак · h2 білий пішак · a1 біла тура · h1 білий король | a8 чорна тура · e8 чорна тура · g8 чорний король · b7 чорний пішак · d7 чорний слон · f7 чорний пішак · g7 чорний пішак · b6 чорний пішак · d6 чорний ферзь · h6 чорний пішак · d5 білий пішак · h4 біла тура · a3 білий пішак · d3 білий ферзь · f3 білий слон · b2 білий пішак · g2 білий пішак · h2 білий пішак · a1 біла тура · h1 білий король | a8 чорна тура · e8 чорна тура · g8 чорний король · b7 чорний пішак · d7 чорний слон · f7 чорний пішак · g7 чорний пішак · b6 чорний пішак · d6 чорний ферзь · h6 чорний пішак · d5 білий пішак · h4 біла тура · a3 білий пішак · d3 білий ферзь · f3 білий слон · b2 білий пішак · g2 білий пішак · h2 білий пішак · a1 біла тура · h1 білий король | a8 чорна тура · e8 чорна тура · g8 чорний король · b7 чорний пішак · d7 чорний слон · f7 чорний пішак · g7 чорний пішак · b6 чорний пішак · d6 чорний ферзь · h6 чорний пішак · d5 білий пішак · h4 біла тура · a3 білий пішак · d3 білий ферзь · f3 білий слон · b2 білий пішак · g2 білий пішак · h2 білий пішак · a1 біла тура · h1 білий король | a8 чорна тура · e8 чорна тура · g8 чорний король · b7 чорний пішак · d7 чорний слон · f7 чорний пішак · g7 чорний пішак · b6 чорний пішак · d6 чорний ферзь · h6 чорний пішак · d5 білий пішак · h4 біла тура · a3 білий пішак · d3 білий ферзь · f3 білий слон · b2 білий пішак · g2 білий пішак · h2 білий пішак · a1 біла тура · h1 білий король | a8 чорна тура · e8 чорна тура · g8 чорний король · b7 чорний пішак · d7 чорний слон · f7 чорний пішак · g7 чорний пішак · b6 чорний пішак · d6 чорний ферзь · h6 чорний пішак · d5 білий пішак · h4 біла тура · a3 білий пішак · d3 білий ферзь · f3 білий слон · b2 білий пішак · g2 білий пішак · h2 білий пішак · a1 біла тура · h1 білий король | 2 |
| 1 | a8 чорна тура · e8 чорна тура · g8 чорний король · b7 чорний пішак · d7 чорний слон · f7 чорний пішак · g7 чорний пішак · b6 чорний пішак · d6 чорний ферзь · h6 чорний пішак · d5 білий пішак · h4 біла тура · a3 білий пішак · d3 білий ферзь · f3 білий слон · b2 білий пішак · g2 білий пішак · h2 білий пішак · a1 біла тура · h1 білий король | a8 чорна тура · e8 чорна тура · g8 чорний король · b7 чорний пішак · d7 чорний слон · f7 чорний пішак · g7 чорний пішак · b6 чорний пішак · d6 чорний ферзь · h6 чорний пішак · d5 білий пішак · h4 біла тура · a3 білий пішак · d3 білий ферзь · f3 білий слон · b2 білий пішак · g2 білий пішак · h2 білий пішак · a1 біла тура · h1 білий король | a8 чорна тура · e8 чорна тура · g8 чорний король · b7 чорний пішак · d7 чорний слон · f7 чорний пішак · g7 чорний пішак · b6 чорний пішак · d6 чорний ферзь · h6 чорний пішак · d5 білий пішак · h4 біла тура · a3 білий пішак · d3 білий ферзь · f3 білий слон · b2 білий пішак · g2 білий пішак · h2 білий пішак · a1 біла тура · h1 білий король | a8 чорна тура · e8 чорна тура · g8 чорний король · b7 чорний пішак · d7 чорний слон · f7 чорний пішак · g7 чорний пішак · b6 чорний пішак · d6 чорний ферзь · h6 чорний пішак · d5 білий пішак · h4 біла тура · a3 білий пішак · d3 білий ферзь · f3 білий слон · b2 білий пішак · g2 білий пішак · h2 білий пішак · a1 біла тура · h1 білий король | a8 чорна тура · e8 чорна тура · g8 чорний король · b7 чорний пішак · d7 чорний слон · f7 чорний пішак · g7 чорний пішак · b6 чорний пішак · d6 чорний ферзь · h6 чорний пішак · d5 білий пішак · h4 біла тура · a3 білий пішак · d3 білий ферзь · f3 білий слон · b2 білий пішак · g2 білий пішак · h2 білий пішак · a1 біла тура · h1 білий король | a8 чорна тура · e8 чорна тура · g8 чорний король · b7 чорний пішак · d7 чорний слон · f7 чорний пішак · g7 чорний пішак · b6 чорний пішак · d6 чорний ферзь · h6 чорний пішак · d5 білий пішак · h4 біла тура · a3 білий пішак · d3 білий ферзь · f3 білий слон · b2 білий пішак · g2 білий пішак · h2 білий пішак · a1 біла тура · h1 білий король | a8 чорна тура · e8 чорна тура · g8 чорний король · b7 чорний пішак · d7 чорний слон · f7 чорний пішак · g7 чорний пішак · b6 чорний пішак · d6 чорний ферзь · h6 чорний пішак · d5 білий пішак · h4 біла тура · a3 білий пішак · d3 білий ферзь · f3 білий слон · b2 білий пішак · g2 білий пішак · h2 білий пішак · a1 біла тура · h1 білий король | a8 чорна тура · e8 чорна тура · g8 чорний король · b7 чорний пішак · d7 чорний слон · f7 чорний пішак · g7 чорний пішак · b6 чорний пішак · d6 чорний ферзь · h6 чорний пішак · d5 білий пішак · h4 біла тура · a3 білий пішак · d3 білий ферзь · f3 білий слон · b2 білий пішак · g2 білий пішак · h2 білий пішак · a1 біла тура · h1 білий король | 1 |
|   | a | b | c | d | e | f | g | h |   |

Згідно з Миколою Крогіусом виділяють «залишковий та упереджувальний образи». 
Перший з них означає перенесення оцінки минулого досвіду в нову ситуацію; другий — інтуїтивну оцінку ролі подальших подій у партії, при цьому бажане нерідко видається за дійсне. 
У партії Владас Мікенас — Давид Бронштейн (чемпіонат СРСР, 1965) чорні, використовуючи «залишковий образ» — слабкість 1-й горизонталі, готують раптовий комбінаційний удар: 
23... Фе5! 
24. Тb4?
Не відчуваючи небезпеку, білі роблять «природний хід»; необхідно було 24. Фd2 або Фd4. 
24... Т: а3!! 
Білі здалися, оскільки матеріальні втрати для них неминучі. 
|   | a | b | c | d | e | f | g | h |   |
| 8 | c8 чорна тура · e8 чорна тура · f8 чорний слон · g8 чорний король · f7 чорний пішак · g7 чорний пішак · h7 чорний пішак · a6 чорний пішак · b6 чорний пішак · d6 чорний пішак · d5 білий кінь · f5 білий пішак · g5 білий пішак · a4 білий пішак · c4 чорний кінь · d4 білий слон · b2 білий пішак · c2 білий пішак · g2 білий король · h2 білий пішак · d1 біла тура · f1 біла тура | c8 чорна тура · e8 чорна тура · f8 чорний слон · g8 чорний король · f7 чорний пішак · g7 чорний пішак · h7 чорний пішак · a6 чорний пішак · b6 чорний пішак · d6 чорний пішак · d5 білий кінь · f5 білий пішак · g5 білий пішак · a4 білий пішак · c4 чорний кінь · d4 білий слон · b2 білий пішак · c2 білий пішак · g2 білий король · h2 білий пішак · d1 біла тура · f1 біла тура | c8 чорна тура · e8 чорна тура · f8 чорний слон · g8 чорний король · f7 чорний пішак · g7 чорний пішак · h7 чорний пішак · a6 чорний пішак · b6 чорний пішак · d6 чорний пішак · d5 білий кінь · f5 білий пішак · g5 білий пішак · a4 білий пішак · c4 чорний кінь · d4 білий слон · b2 білий пішак · c2 білий пішак · g2 білий король · h2 білий пішак · d1 біла тура · f1 біла тура | c8 чорна тура · e8 чорна тура · f8 чорний слон · g8 чорний король · f7 чорний пішак · g7 чорний пішак · h7 чорний пішак · a6 чорний пішак · b6 чорний пішак · d6 чорний пішак · d5 білий кінь · f5 білий пішак · g5 білий пішак · a4 білий пішак · c4 чорний кінь · d4 білий слон · b2 білий пішак · c2 білий пішак · g2 білий король · h2 білий пішак · d1 біла тура · f1 біла тура | c8 чорна тура · e8 чорна тура · f8 чорний слон · g8 чорний король · f7 чорний пішак · g7 чорний пішак · h7 чорний пішак · a6 чорний пішак · b6 чорний пішак · d6 чорний пішак · d5 білий кінь · f5 білий пішак · g5 білий пішак · a4 білий пішак · c4 чорний кінь · d4 білий слон · b2 білий пішак · c2 білий пішак · g2 білий король · h2 білий пішак · d1 біла тура · f1 біла тура | c8 чорна тура · e8 чорна тура · f8 чорний слон · g8 чорний король · f7 чорний пішак · g7 чорний пішак · h7 чорний пішак · a6 чорний пішак · b6 чорний пішак · d6 чорний пішак · d5 білий кінь · f5 білий пішак · g5 білий пішак · a4 білий пішак · c4 чорний кінь · d4 білий слон · b2 білий пішак · c2 білий пішак · g2 білий король · h2 білий пішак · d1 біла тура · f1 біла тура | c8 чорна тура · e8 чорна тура · f8 чорний слон · g8 чорний король · f7 чорний пішак · g7 чорний пішак · h7 чорний пішак · a6 чорний пішак · b6 чорний пішак · d6 чорний пішак · d5 білий кінь · f5 білий пішак · g5 білий пішак · a4 білий пішак · c4 чорний кінь · d4 білий слон · b2 білий пішак · c2 білий пішак · g2 білий король · h2 білий пішак · d1 біла тура · f1 біла тура | c8 чорна тура · e8 чорна тура · f8 чорний слон · g8 чорний король · f7 чорний пішак · g7 чорний пішак · h7 чорний пішак · a6 чорний пішак · b6 чорний пішак · d6 чорний пішак · d5 білий кінь · f5 білий пішак · g5 білий пішак · a4 білий пішак · c4 чорний кінь · d4 білий слон · b2 білий пішак · c2 білий пішак · g2 білий король · h2 білий пішак · d1 біла тура · f1 біла тура | 8 |
| 7 | c8 чорна тура · e8 чорна тура · f8 чорний слон · g8 чорний король · f7 чорний пішак · g7 чорний пішак · h7 чорний пішак · a6 чорний пішак · b6 чорний пішак · d6 чорний пішак · d5 білий кінь · f5 білий пішак · g5 білий пішак · a4 білий пішак · c4 чорний кінь · d4 білий слон · b2 білий пішак · c2 білий пішак · g2 білий король · h2 білий пішак · d1 біла тура · f1 біла тура | c8 чорна тура · e8 чорна тура · f8 чорний слон · g8 чорний король · f7 чорний пішак · g7 чорний пішак · h7 чорний пішак · a6 чорний пішак · b6 чорний пішак · d6 чорний пішак · d5 білий кінь · f5 білий пішак · g5 білий пішак · a4 білий пішак · c4 чорний кінь · d4 білий слон · b2 білий пішак · c2 білий пішак · g2 білий король · h2 білий пішак · d1 біла тура · f1 біла тура | c8 чорна тура · e8 чорна тура · f8 чорний слон · g8 чорний король · f7 чорний пішак · g7 чорний пішак · h7 чорний пішак · a6 чорний пішак · b6 чорний пішак · d6 чорний пішак · d5 білий кінь · f5 білий пішак · g5 білий пішак · a4 білий пішак · c4 чорний кінь · d4 білий слон · b2 білий пішак · c2 білий пішак · g2 білий король · h2 білий пішак · d1 біла тура · f1 біла тура | c8 чорна тура · e8 чорна тура · f8 чорний слон · g8 чорний король · f7 чорний пішак · g7 чорний пішак · h7 чорний пішак · a6 чорний пішак · b6 чорний пішак · d6 чорний пішак · d5 білий кінь · f5 білий пішак · g5 білий пішак · a4 білий пішак · c4 чорний кінь · d4 білий слон · b2 білий пішак · c2 білий пішак · g2 білий король · h2 білий пішак · d1 біла тура · f1 біла тура | c8 чорна тура · e8 чорна тура · f8 чорний слон · g8 чорний король · f7 чорний пішак · g7 чорний пішак · h7 чорний пішак · a6 чорний пішак · b6 чорний пішак · d6 чорний пішак · d5 білий кінь · f5 білий пішак · g5 білий пішак · a4 білий пішак · c4 чорний кінь · d4 білий слон · b2 білий пішак · c2 білий пішак · g2 білий король · h2 білий пішак · d1 біла тура · f1 біла тура | c8 чорна тура · e8 чорна тура · f8 чорний слон · g8 чорний король · f7 чорний пішак · g7 чорний пішак · h7 чорний пішак · a6 чорний пішак · b6 чорний пішак · d6 чорний пішак · d5 білий кінь · f5 білий пішак · g5 білий пішак · a4 білий пішак · c4 чорний кінь · d4 білий слон · b2 білий пішак · c2 білий пішак · g2 білий король · h2 білий пішак · d1 біла тура · f1 біла тура | c8 чорна тура · e8 чорна тура · f8 чорний слон · g8 чорний король · f7 чорний пішак · g7 чорний пішак · h7 чорний пішак · a6 чорний пішак · b6 чорний пішак · d6 чорний пішак · d5 білий кінь · f5 білий пішак · g5 білий пішак · a4 білий пішак · c4 чорний кінь · d4 білий слон · b2 білий пішак · c2 білий пішак · g2 білий король · h2 білий пішак · d1 біла тура · f1 біла тура | c8 чорна тура · e8 чорна тура · f8 чорний слон · g8 чорний король · f7 чорний пішак · g7 чорний пішак · h7 чорний пішак · a6 чорний пішак · b6 чорний пішак · d6 чорний пішак · d5 білий кінь · f5 білий пішак · g5 білий пішак · a4 білий пішак · c4 чорний кінь · d4 білий слон · b2 білий пішак · c2 білий пішак · g2 білий король · h2 білий пішак · d1 біла тура · f1 біла тура | 7 |
| 6 | c8 чорна тура · e8 чорна тура · f8 чорний слон · g8 чорний король · f7 чорний пішак · g7 чорний пішак · h7 чорний пішак · a6 чорний пішак · b6 чорний пішак · d6 чорний пішак · d5 білий кінь · f5 білий пішак · g5 білий пішак · a4 білий пішак · c4 чорний кінь · d4 білий слон · b2 білий пішак · c2 білий пішак · g2 білий король · h2 білий пішак · d1 біла тура · f1 біла тура | c8 чорна тура · e8 чорна тура · f8 чорний слон · g8 чорний король · f7 чорний пішак · g7 чорний пішак · h7 чорний пішак · a6 чорний пішак · b6 чорний пішак · d6 чорний пішак · d5 білий кінь · f5 білий пішак · g5 білий пішак · a4 білий пішак · c4 чорний кінь · d4 білий слон · b2 білий пішак · c2 білий пішак · g2 білий король · h2 білий пішак · d1 біла тура · f1 біла тура | c8 чорна тура · e8 чорна тура · f8 чорний слон · g8 чорний король · f7 чорний пішак · g7 чорний пішак · h7 чорний пішак · a6 чорний пішак · b6 чорний пішак · d6 чорний пішак · d5 білий кінь · f5 білий пішак · g5 білий пішак · a4 білий пішак · c4 чорний кінь · d4 білий слон · b2 білий пішак · c2 білий пішак · g2 білий король · h2 білий пішак · d1 біла тура · f1 біла тура | c8 чорна тура · e8 чорна тура · f8 чорний слон · g8 чорний король · f7 чорний пішак · g7 чорний пішак · h7 чорний пішак · a6 чорний пішак · b6 чорний пішак · d6 чорний пішак · d5 білий кінь · f5 білий пішак · g5 білий пішак · a4 білий пішак · c4 чорний кінь · d4 білий слон · b2 білий пішак · c2 білий пішак · g2 білий король · h2 білий пішак · d1 біла тура · f1 біла тура | c8 чорна тура · e8 чорна тура · f8 чорний слон · g8 чорний король · f7 чорний пішак · g7 чорний пішак · h7 чорний пішак · a6 чорний пішак · b6 чорний пішак · d6 чорний пішак · d5 білий кінь · f5 білий пішак · g5 білий пішак · a4 білий пішак · c4 чорний кінь · d4 білий слон · b2 білий пішак · c2 білий пішак · g2 білий король · h2 білий пішак · d1 біла тура · f1 біла тура | c8 чорна тура · e8 чорна тура · f8 чорний слон · g8 чорний король · f7 чорний пішак · g7 чорний пішак · h7 чорний пішак · a6 чорний пішак · b6 чорний пішак · d6 чорний пішак · d5 білий кінь · f5 білий пішак · g5 білий пішак · a4 білий пішак · c4 чорний кінь · d4 білий слон · b2 білий пішак · c2 білий пішак · g2 білий король · h2 білий пішак · d1 біла тура · f1 біла тура | c8 чорна тура · e8 чорна тура · f8 чорний слон · g8 чорний король · f7 чорний пішак · g7 чорний пішак · h7 чорний пішак · a6 чорний пішак · b6 чорний пішак · d6 чорний пішак · d5 білий кінь · f5 білий пішак · g5 білий пішак · a4 білий пішак · c4 чорний кінь · d4 білий слон · b2 білий пішак · c2 білий пішак · g2 білий король · h2 білий пішак · d1 біла тура · f1 біла тура | c8 чорна тура · e8 чорна тура · f8 чорний слон · g8 чорний король · f7 чорний пішак · g7 чорний пішак · h7 чорний пішак · a6 чорний пішак · b6 чорний пішак · d6 чорний пішак · d5 білий кінь · f5 білий пішак · g5 білий пішак · a4 білий пішак · c4 чорний кінь · d4 білий слон · b2 білий пішак · c2 білий пішак · g2 білий король · h2 білий пішак · d1 біла тура · f1 біла тура | 6 |
| 5 | c8 чорна тура · e8 чорна тура · f8 чорний слон · g8 чорний король · f7 чорний пішак · g7 чорний пішак · h7 чорний пішак · a6 чорний пішак · b6 чорний пішак · d6 чорний пішак · d5 білий кінь · f5 білий пішак · g5 білий пішак · a4 білий пішак · c4 чорний кінь · d4 білий слон · b2 білий пішак · c2 білий пішак · g2 білий король · h2 білий пішак · d1 біла тура · f1 біла тура | c8 чорна тура · e8 чорна тура · f8 чорний слон · g8 чорний король · f7 чорний пішак · g7 чорний пішак · h7 чорний пішак · a6 чорний пішак · b6 чорний пішак · d6 чорний пішак · d5 білий кінь · f5 білий пішак · g5 білий пішак · a4 білий пішак · c4 чорний кінь · d4 білий слон · b2 білий пішак · c2 білий пішак · g2 білий король · h2 білий пішак · d1 біла тура · f1 біла тура | c8 чорна тура · e8 чорна тура · f8 чорний слон · g8 чорний король · f7 чорний пішак · g7 чорний пішак · h7 чорний пішак · a6 чорний пішак · b6 чорний пішак · d6 чорний пішак · d5 білий кінь · f5 білий пішак · g5 білий пішак · a4 білий пішак · c4 чорний кінь · d4 білий слон · b2 білий пішак · c2 білий пішак · g2 білий король · h2 білий пішак · d1 біла тура · f1 біла тура | c8 чорна тура · e8 чорна тура · f8 чорний слон · g8 чорний король · f7 чорний пішак · g7 чорний пішак · h7 чорний пішак · a6 чорний пішак · b6 чорний пішак · d6 чорний пішак · d5 білий кінь · f5 білий пішак · g5 білий пішак · a4 білий пішак · c4 чорний кінь · d4 білий слон · b2 білий пішак · c2 білий пішак · g2 білий король · h2 білий пішак · d1 біла тура · f1 біла тура | c8 чорна тура · e8 чорна тура · f8 чорний слон · g8 чорний король · f7 чорний пішак · g7 чорний пішак · h7 чорний пішак · a6 чорний пішак · b6 чорний пішак · d6 чорний пішак · d5 білий кінь · f5 білий пішак · g5 білий пішак · a4 білий пішак · c4 чорний кінь · d4 білий слон · b2 білий пішак · c2 білий пішак · g2 білий король · h2 білий пішак · d1 біла тура · f1 біла тура | c8 чорна тура · e8 чорна тура · f8 чорний слон · g8 чорний король · f7 чорний пішак · g7 чорний пішак · h7 чорний пішак · a6 чорний пішак · b6 чорний пішак · d6 чорний пішак · d5 білий кінь · f5 білий пішак · g5 білий пішак · a4 білий пішак · c4 чорний кінь · d4 білий слон · b2 білий пішак · c2 білий пішак · g2 білий король · h2 білий пішак · d1 біла тура · f1 біла тура | c8 чорна тура · e8 чорна тура · f8 чорний слон · g8 чорний король · f7 чорний пішак · g7 чорний пішак · h7 чорний пішак · a6 чорний пішак · b6 чорний пішак · d6 чорний пішак · d5 білий кінь · f5 білий пішак · g5 білий пішак · a4 білий пішак · c4 чорний кінь · d4 білий слон · b2 білий пішак · c2 білий пішак · g2 білий король · h2 білий пішак · d1 біла тура · f1 біла тура | c8 чорна тура · e8 чорна тура · f8 чорний слон · g8 чорний король · f7 чорний пішак · g7 чорний пішак · h7 чорний пішак · a6 чорний пішак · b6 чорний пішак · d6 чорний пішак · d5 білий кінь · f5 білий пішак · g5 білий пішак · a4 білий пішак · c4 чорний кінь · d4 білий слон · b2 білий пішак · c2 білий пішак · g2 білий король · h2 білий пішак · d1 біла тура · f1 біла тура | 5 |
| 4 | c8 чорна тура · e8 чорна тура · f8 чорний слон · g8 чорний король · f7 чорний пішак · g7 чорний пішак · h7 чорний пішак · a6 чорний пішак · b6 чорний пішак · d6 чорний пішак · d5 білий кінь · f5 білий пішак · g5 білий пішак · a4 білий пішак · c4 чорний кінь · d4 білий слон · b2 білий пішак · c2 білий пішак · g2 білий король · h2 білий пішак · d1 біла тура · f1 біла тура | c8 чорна тура · e8 чорна тура · f8 чорний слон · g8 чорний король · f7 чорний пішак · g7 чорний пішак · h7 чорний пішак · a6 чорний пішак · b6 чорний пішак · d6 чорний пішак · d5 білий кінь · f5 білий пішак · g5 білий пішак · a4 білий пішак · c4 чорний кінь · d4 білий слон · b2 білий пішак · c2 білий пішак · g2 білий король · h2 білий пішак · d1 біла тура · f1 біла тура | c8 чорна тура · e8 чорна тура · f8 чорний слон · g8 чорний король · f7 чорний пішак · g7 чорний пішак · h7 чорний пішак · a6 чорний пішак · b6 чорний пішак · d6 чорний пішак · d5 білий кінь · f5 білий пішак · g5 білий пішак · a4 білий пішак · c4 чорний кінь · d4 білий слон · b2 білий пішак · c2 білий пішак · g2 білий король · h2 білий пішак · d1 біла тура · f1 біла тура | c8 чорна тура · e8 чорна тура · f8 чорний слон · g8 чорний король · f7 чорний пішак · g7 чорний пішак · h7 чорний пішак · a6 чорний пішак · b6 чорний пішак · d6 чорний пішак · d5 білий кінь · f5 білий пішак · g5 білий пішак · a4 білий пішак · c4 чорний кінь · d4 білий слон · b2 білий пішак · c2 білий пішак · g2 білий король · h2 білий пішак · d1 біла тура · f1 біла тура | c8 чорна тура · e8 чорна тура · f8 чорний слон · g8 чорний король · f7 чорний пішак · g7 чорний пішак · h7 чорний пішак · a6 чорний пішак · b6 чорний пішак · d6 чорний пішак · d5 білий кінь · f5 білий пішак · g5 білий пішак · a4 білий пішак · c4 чорний кінь · d4 білий слон · b2 білий пішак · c2 білий пішак · g2 білий король · h2 білий пішак · d1 біла тура · f1 біла тура | c8 чорна тура · e8 чорна тура · f8 чорний слон · g8 чорний король · f7 чорний пішак · g7 чорний пішак · h7 чорний пішак · a6 чорний пішак · b6 чорний пішак · d6 чорний пішак · d5 білий кінь · f5 білий пішак · g5 білий пішак · a4 білий пішак · c4 чорний кінь · d4 білий слон · b2 білий пішак · c2 білий пішак · g2 білий король · h2 білий пішак · d1 біла тура · f1 біла тура | c8 чорна тура · e8 чорна тура · f8 чорний слон · g8 чорний король · f7 чорний пішак · g7 чорний пішак · h7 чорний пішак · a6 чорний пішак · b6 чорний пішак · d6 чорний пішак · d5 білий кінь · f5 білий пішак · g5 білий пішак · a4 білий пішак · c4 чорний кінь · d4 білий слон · b2 білий пішак · c2 білий пішак · g2 білий король · h2 білий пішак · d1 біла тура · f1 біла тура | c8 чорна тура · e8 чорна тура · f8 чорний слон · g8 чорний король · f7 чорний пішак · g7 чорний пішак · h7 чорний пішак · a6 чорний пішак · b6 чорний пішак · d6 чорний пішак · d5 білий кінь · f5 білий пішак · g5 білий пішак · a4 білий пішак · c4 чорний кінь · d4 білий слон · b2 білий пішак · c2 білий пішак · g2 білий король · h2 білий пішак · d1 біла тура · f1 біла тура | 4 |
| 3 | c8 чорна тура · e8 чорна тура · f8 чорний слон · g8 чорний король · f7 чорний пішак · g7 чорний пішак · h7 чорний пішак · a6 чорний пішак · b6 чорний пішак · d6 чорний пішак · d5 білий кінь · f5 білий пішак · g5 білий пішак · a4 білий пішак · c4 чорний кінь · d4 білий слон · b2 білий пішак · c2 білий пішак · g2 білий король · h2 білий пішак · d1 біла тура · f1 біла тура | c8 чорна тура · e8 чорна тура · f8 чорний слон · g8 чорний король · f7 чорний пішак · g7 чорний пішак · h7 чорний пішак · a6 чорний пішак · b6 чорний пішак · d6 чорний пішак · d5 білий кінь · f5 білий пішак · g5 білий пішак · a4 білий пішак · c4 чорний кінь · d4 білий слон · b2 білий пішак · c2 білий пішак · g2 білий король · h2 білий пішак · d1 біла тура · f1 біла тура | c8 чорна тура · e8 чорна тура · f8 чорний слон · g8 чорний король · f7 чорний пішак · g7 чорний пішак · h7 чорний пішак · a6 чорний пішак · b6 чорний пішак · d6 чорний пішак · d5 білий кінь · f5 білий пішак · g5 білий пішак · a4 білий пішак · c4 чорний кінь · d4 білий слон · b2 білий пішак · c2 білий пішак · g2 білий король · h2 білий пішак · d1 біла тура · f1 біла тура | c8 чорна тура · e8 чорна тура · f8 чорний слон · g8 чорний король · f7 чорний пішак · g7 чорний пішак · h7 чорний пішак · a6 чорний пішак · b6 чорний пішак · d6 чорний пішак · d5 білий кінь · f5 білий пішак · g5 білий пішак · a4 білий пішак · c4 чорний кінь · d4 білий слон · b2 білий пішак · c2 білий пішак · g2 білий король · h2 білий пішак · d1 біла тура · f1 біла тура | c8 чорна тура · e8 чорна тура · f8 чорний слон · g8 чорний король · f7 чорний пішак · g7 чорний пішак · h7 чорний пішак · a6 чорний пішак · b6 чорний пішак · d6 чорний пішак · d5 білий кінь · f5 білий пішак · g5 білий пішак · a4 білий пішак · c4 чорний кінь · d4 білий слон · b2 білий пішак · c2 білий пішак · g2 білий король · h2 білий пішак · d1 біла тура · f1 біла тура | c8 чорна тура · e8 чорна тура · f8 чорний слон · g8 чорний король · f7 чорний пішак · g7 чорний пішак · h7 чорний пішак · a6 чорний пішак · b6 чорний пішак · d6 чорний пішак · d5 білий кінь · f5 білий пішак · g5 білий пішак · a4 білий пішак · c4 чорний кінь · d4 білий слон · b2 білий пішак · c2 білий пішак · g2 білий король · h2 білий пішак · d1 біла тура · f1 біла тура | c8 чорна тура · e8 чорна тура · f8 чорний слон · g8 чорний король · f7 чорний пішак · g7 чорний пішак · h7 чорний пішак · a6 чорний пішак · b6 чорний пішак · d6 чорний пішак · d5 білий кінь · f5 білий пішак · g5 білий пішак · a4 білий пішак · c4 чорний кінь · d4 білий слон · b2 білий пішак · c2 білий пішак · g2 білий король · h2 білий пішак · d1 біла тура · f1 біла тура | c8 чорна тура · e8 чорна тура · f8 чорний слон · g8 чорний король · f7 чорний пішак · g7 чорний пішак · h7 чорний пішак · a6 чорний пішак · b6 чорний пішак · d6 чорний пішак · d5 білий кінь · f5 білий пішак · g5 білий пішак · a4 білий пішак · c4 чорний кінь · d4 білий слон · b2 білий пішак · c2 білий пішак · g2 білий король · h2 білий пішак · d1 біла тура · f1 біла тура | 3 |
| 2 | c8 чорна тура · e8 чорна тура · f8 чорний слон · g8 чорний король · f7 чорний пішак · g7 чорний пішак · h7 чорний пішак · a6 чорний пішак · b6 чорний пішак · d6 чорний пішак · d5 білий кінь · f5 білий пішак · g5 білий пішак · a4 білий пішак · c4 чорний кінь · d4 білий слон · b2 білий пішак · c2 білий пішак · g2 білий король · h2 білий пішак · d1 біла тура · f1 біла тура | c8 чорна тура · e8 чорна тура · f8 чорний слон · g8 чорний король · f7 чорний пішак · g7 чорний пішак · h7 чорний пішак · a6 чорний пішак · b6 чорний пішак · d6 чорний пішак · d5 білий кінь · f5 білий пішак · g5 білий пішак · a4 білий пішак · c4 чорний кінь · d4 білий слон · b2 білий пішак · c2 білий пішак · g2 білий король · h2 білий пішак · d1 біла тура · f1 біла тура | c8 чорна тура · e8 чорна тура · f8 чорний слон · g8 чорний король · f7 чорний пішак · g7 чорний пішак · h7 чорний пішак · a6 чорний пішак · b6 чорний пішак · d6 чорний пішак · d5 білий кінь · f5 білий пішак · g5 білий пішак · a4 білий пішак · c4 чорний кінь · d4 білий слон · b2 білий пішак · c2 білий пішак · g2 білий король · h2 білий пішак · d1 біла тура · f1 біла тура | c8 чорна тура · e8 чорна тура · f8 чорний слон · g8 чорний король · f7 чорний пішак · g7 чорний пішак · h7 чорний пішак · a6 чорний пішак · b6 чорний пішак · d6 чорний пішак · d5 білий кінь · f5 білий пішак · g5 білий пішак · a4 білий пішак · c4 чорний кінь · d4 білий слон · b2 білий пішак · c2 білий пішак · g2 білий король · h2 білий пішак · d1 біла тура · f1 біла тура | c8 чорна тура · e8 чорна тура · f8 чорний слон · g8 чорний король · f7 чорний пішак · g7 чорний пішак · h7 чорний пішак · a6 чорний пішак · b6 чорний пішак · d6 чорний пішак · d5 білий кінь · f5 білий пішак · g5 білий пішак · a4 білий пішак · c4 чорний кінь · d4 білий слон · b2 білий пішак · c2 білий пішак · g2 білий король · h2 білий пішак · d1 біла тура · f1 біла тура | c8 чорна тура · e8 чорна тура · f8 чорний слон · g8 чорний король · f7 чорний пішак · g7 чорний пішак · h7 чорний пішак · a6 чорний пішак · b6 чорний пішак · d6 чорний пішак · d5 білий кінь · f5 білий пішак · g5 білий пішак · a4 білий пішак · c4 чорний кінь · d4 білий слон · b2 білий пішак · c2 білий пішак · g2 білий король · h2 білий пішак · d1 біла тура · f1 біла тура | c8 чорна тура · e8 чорна тура · f8 чорний слон · g8 чорний король · f7 чорний пішак · g7 чорний пішак · h7 чорний пішак · a6 чорний пішак · b6 чорний пішак · d6 чорний пішак · d5 білий кінь · f5 білий пішак · g5 білий пішак · a4 білий пішак · c4 чорний кінь · d4 білий слон · b2 білий пішак · c2 білий пішак · g2 білий король · h2 білий пішак · d1 біла тура · f1 біла тура | c8 чорна тура · e8 чорна тура · f8 чорний слон · g8 чорний король · f7 чорний пішак · g7 чорний пішак · h7 чорний пішак · a6 чорний пішак · b6 чорний пішак · d6 чорний пішак · d5 білий кінь · f5 білий пішак · g5 білий пішак · a4 білий пішак · c4 чорний кінь · d4 білий слон · b2 білий пішак · c2 білий пішак · g2 білий король · h2 білий пішак · d1 біла тура · f1 біла тура | 2 |
| 1 | c8 чорна тура · e8 чорна тура · f8 чорний слон · g8 чорний король · f7 чорний пішак · g7 чорний пішак · h7 чорний пішак · a6 чорний пішак · b6 чорний пішак · d6 чорний пішак · d5 білий кінь · f5 білий пішак · g5 білий пішак · a4 білий пішак · c4 чорний кінь · d4 білий слон · b2 білий пішак · c2 білий пішак · g2 білий король · h2 білий пішак · d1 біла тура · f1 біла тура | c8 чорна тура · e8 чорна тура · f8 чорний слон · g8 чорний король · f7 чорний пішак · g7 чорний пішак · h7 чорний пішак · a6 чорний пішак · b6 чорний пішак · d6 чорний пішак · d5 білий кінь · f5 білий пішак · g5 білий пішак · a4 білий пішак · c4 чорний кінь · d4 білий слон · b2 білий пішак · c2 білий пішак · g2 білий король · h2 білий пішак · d1 біла тура · f1 біла тура | c8 чорна тура · e8 чорна тура · f8 чорний слон · g8 чорний король · f7 чорний пішак · g7 чорний пішак · h7 чорний пішак · a6 чорний пішак · b6 чорний пішак · d6 чорний пішак · d5 білий кінь · f5 білий пішак · g5 білий пішак · a4 білий пішак · c4 чорний кінь · d4 білий слон · b2 білий пішак · c2 білий пішак · g2 білий король · h2 білий пішак · d1 біла тура · f1 біла тура | c8 чорна тура · e8 чорна тура · f8 чорний слон · g8 чорний король · f7 чорний пішак · g7 чорний пішак · h7 чорний пішак · a6 чорний пішак · b6 чорний пішак · d6 чорний пішак · d5 білий кінь · f5 білий пішак · g5 білий пішак · a4 білий пішак · c4 чорний кінь · d4 білий слон · b2 білий пішак · c2 білий пішак · g2 білий король · h2 білий пішак · d1 біла тура · f1 біла тура | c8 чорна тура · e8 чорна тура · f8 чорний слон · g8 чорний король · f7 чорний пішак · g7 чорний пішак · h7 чорний пішак · a6 чорний пішак · b6 чорний пішак · d6 чорний пішак · d5 білий кінь · f5 білий пішак · g5 білий пішак · a4 білий пішак · c4 чорний кінь · d4 білий слон · b2 білий пішак · c2 білий пішак · g2 білий король · h2 білий пішак · d1 біла тура · f1 біла тура | c8 чорна тура · e8 чорна тура · f8 чорний слон · g8 чорний король · f7 чорний пішак · g7 чорний пішак · h7 чорний пішак · a6 чорний пішак · b6 чорний пішак · d6 чорний пішак · d5 білий кінь · f5 білий пішак · g5 білий пішак · a4 білий пішак · c4 чорний кінь · d4 білий слон · b2 білий пішак · c2 білий пішак · g2 білий король · h2 білий пішак · d1 біла тура · f1 біла тура | c8 чорна тура · e8 чорна тура · f8 чорний слон · g8 чорний король · f7 чорний пішак · g7 чорний пішак · h7 чорний пішак · a6 чорний пішак · b6 чорний пішак · d6 чорний пішак · d5 білий кінь · f5 білий пішак · g5 білий пішак · a4 білий пішак · c4 чорний кінь · d4 білий слон · b2 білий пішак · c2 білий пішак · g2 білий король · h2 білий пішак · d1 біла тура · f1 біла тура | c8 чорна тура · e8 чорна тура · f8 чорний слон · g8 чорний король · f7 чорний пішак · g7 чорний пішак · h7 чорний пішак · a6 чорний пішак · b6 чорний пішак · d6 чорний пішак · d5 білий кінь · f5 білий пішак · g5 білий пішак · a4 білий пішак · c4 чорний кінь · d4 білий слон · b2 білий пішак · c2 білий пішак · g2 білий король · h2 білий пішак · d1 біла тура · f1 біла тура | 1 |
|   | a | b | c | d | e | f | g | h |   |

Приклад «упереджувального образу» — партія Віталій Цешковський — Лев Полугаєвський (Рига, 1979)
У пошуках контргри чорні пішли на форсований варіант: 
25... Те2 + 
26. Тf2 Т:f2+
27. Kp:f2 K:b2?
28. C:b2 Т:c2+
29. Kpe3 Т: b2 
Йдучи на цю позицію, вони вважали, що 2 зайві пішаки дають їм серйозні шанси на успіх (переоцінка своїх можливостей). 
30. Тс1! 
Несподіване спростування задуму. Від загрози 31. Тс8  з подальшим Ке7+ задовільного захисту немає.